# Kamionka Stara (gromada)
Kamionka Stara (później Stara Kamionka) – dawna gromada, czyli najmniejsza jednostka podziału terytorialnego Polskiej Rzeczypospolitej Ludowej w latach 1954–1972.
Gromady, z gromadzkimi radami narodowymi (GRN) jako organami władzy najniższego stopnia na wsi, funkcjonowały od reformy reorganizującej administrację wiejską przeprowadzonej jesienią 1954 do momentu ich zniesienia z dniem 1 stycznia 1973, tym samym wypierając organizację gminną w latach 1954–1972.
Gromadę Kamionka Stara z siedzibą GRN w Kamionce Starej utworzono – jako jedną z 8759 gromad – w powiecie sokólskim w woj. białostockim, na mocy uchwały nr 22/V WRN w Białymstoku z dnia 4 października 1954. W skład jednostki weszły obszary dotychczasowych gromad Kamionka Stara, Bobrowniki, Pawełki i Bilwiny ze zniesionej gminy Sokółka w tymże powiecie. Dla gromady ustalono 15 członków gromadzkiej rady narodowej.
31 grudnia 1959 do gromady Kamionka Stara przyłączono obszar zniesionej gromady Kamionka Nowa a także wieś Wierzchlesie oraz kolonie Brzozowy Grud, Litwin Ług i Pokarszyniec ze zniesionej gromady Wierzchlesie.
31 grudnia 1961 z gromady Kamionka Stara wyłączono wsie Szyszki, Drahle, Kamionka Nowa i Wojnachy oraz przyległy do wsi Szyszki obszar lasów państwowych N-ctwa Sokółka o powierzchni 17,78 ha i przyległy do wsi Drahle obszar lasów państwowych N-ctwa Sokółka o powierzchni 5 ha włączając je do znoszonej gromady Popławce.
1 stycznia 1972 do gromady Stara Kamionka przyłączono wieś Łaźnisko ze zniesionej gromady Sokołda.
Gromada przetrwała do końca 1972 roku, czyli do kolejnej reformy gminnej.